# Juan Guzmán Cruchaga
Juan Guzmán Cruchaga (Santiago, 27 de marzo de 1895-Viña del Mar, 21 de julio de 1979), fue un poeta y diplomático chileno, que fue galardonado con el Premio Nacional de Literatura en 1962.

## Vida
Fue hijo de Juan José Guzmán Guzmán y Amelia Cruchaga Aspillaga. Dos de sus primos, Ángel Cruchaga Santa María y Germán Luco Cruchaga fueron destacados escritores. Ingresó en 1905 al colegio de San Ignacio, donde cursó sus estudios y terminó sus cursos de humanidades en 1912. En 1913 ingresó a la escuela de Derecho de la Universidad de Chile, de la cual se retiró cuando cursaba tercer año. Fue nombrado funcionario de la oficina del Tribunal de Cuentas, cargo que desempeñó hasta 1917. 
Continuó con sus colaboraciones con la revista Zig-Zag, afirmando cada vez más sólidamente su renombre poético,y publicó su primer libro, Junto al brasero. En 1917 comenzó su vida de viajes incesantes, con breves regresos al país, cuando se le nombró cónsul de elección en Tampico (México), entre otros numerosos cargos que desempeñó en el extranjero.

### Matrimonio e hijo
Estaba casado con Raquel Tapia Caballero y fue padre del exjuez Juan Guzmán Tapia.
Su obra literaria no se interrumpió en ningún momento, y fue imponiéndose en donde pasó, como uno de los poetas más puros, consciente de su oficio.
En 1962 se le otorgó el Premio Nacional de Literatura de Chile. Juan Guzmán Cruchaga falleció en Viña del Mar el 21 de julio de 1979. 

## Obras
- "¿De donde llega?"
- "Junto al brasero", poesía, 1914.
- "La mirada inmóvil, poesía, 1919.
- "Chopin", poesía, 1919.
- "La sobra", teatro, 1919.
- "lejana", poesía, 1919.
- "La princesa que no tenía corazón", teatro, 1920.
- "El maleficio de la luna", poesía, 1922.
- "La fiesta del corazón", poesía, 1922.
- "agua del cielo", poesía, 1924.
- "Poemas escogidos", poesía, 1929.
- "Aventura", poesía, 1940.
- "Canción y otros poemas", 1942.
- "María cenicienta", teatro, 1952.
- "Altasombra", poesía, 1952.
- "La sed", poesía, 1979.

## Homenajes

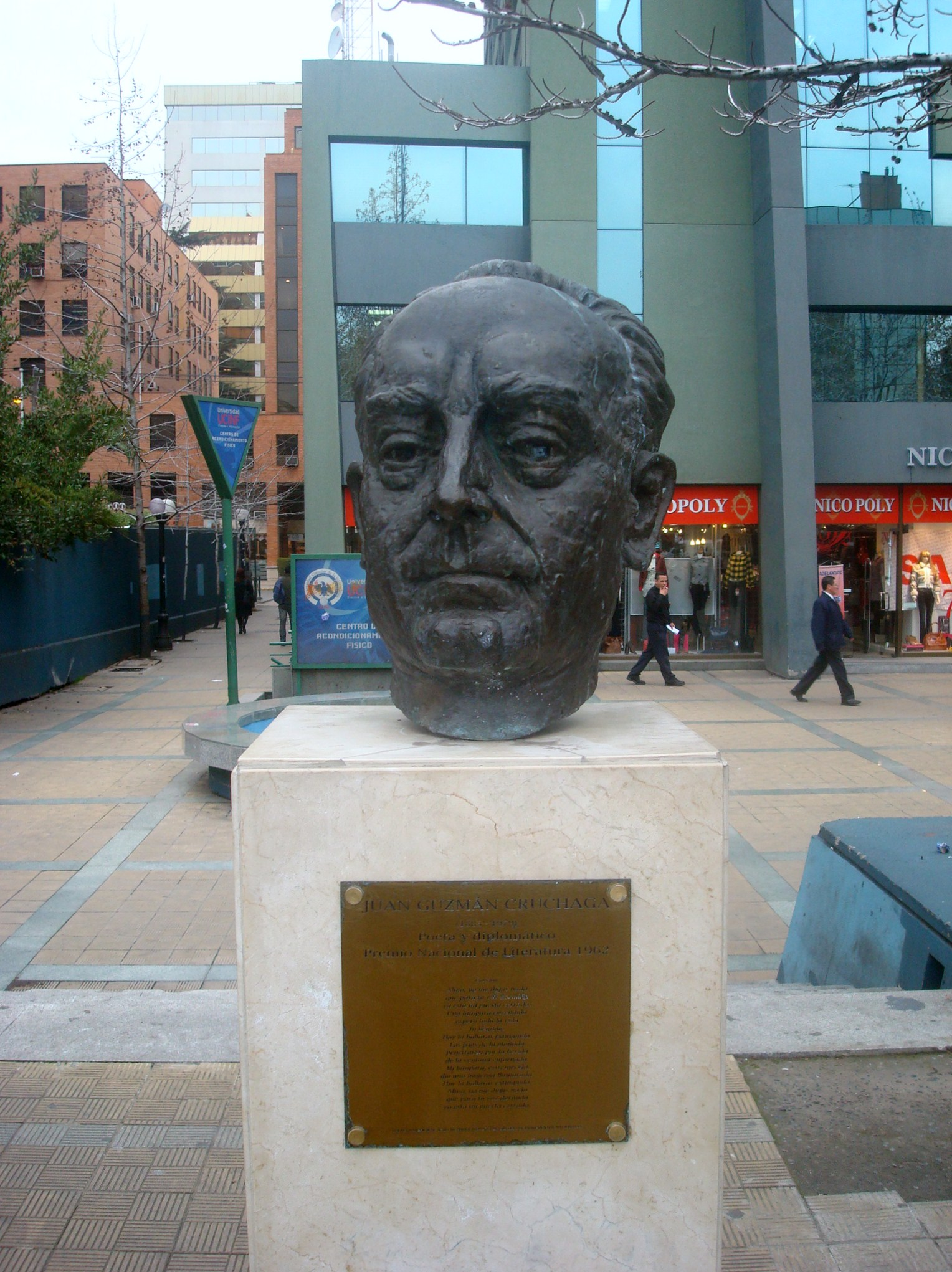
Busto de Juan Guzmán Cruchaga en la Plaza Cardenal Samoré, Providencia.
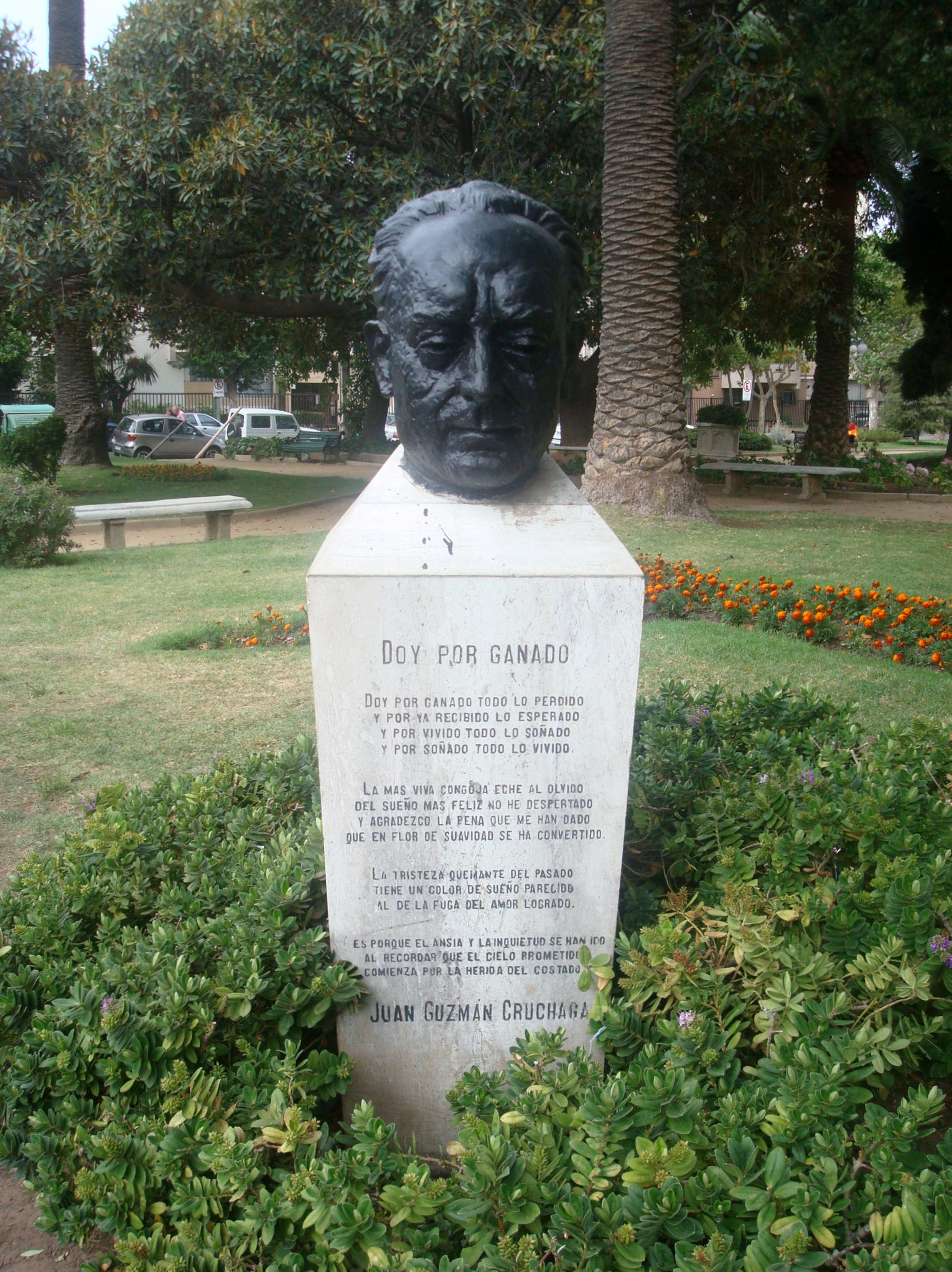
Busto de Juan Guzmán Cruchaga, Viña del Mar.
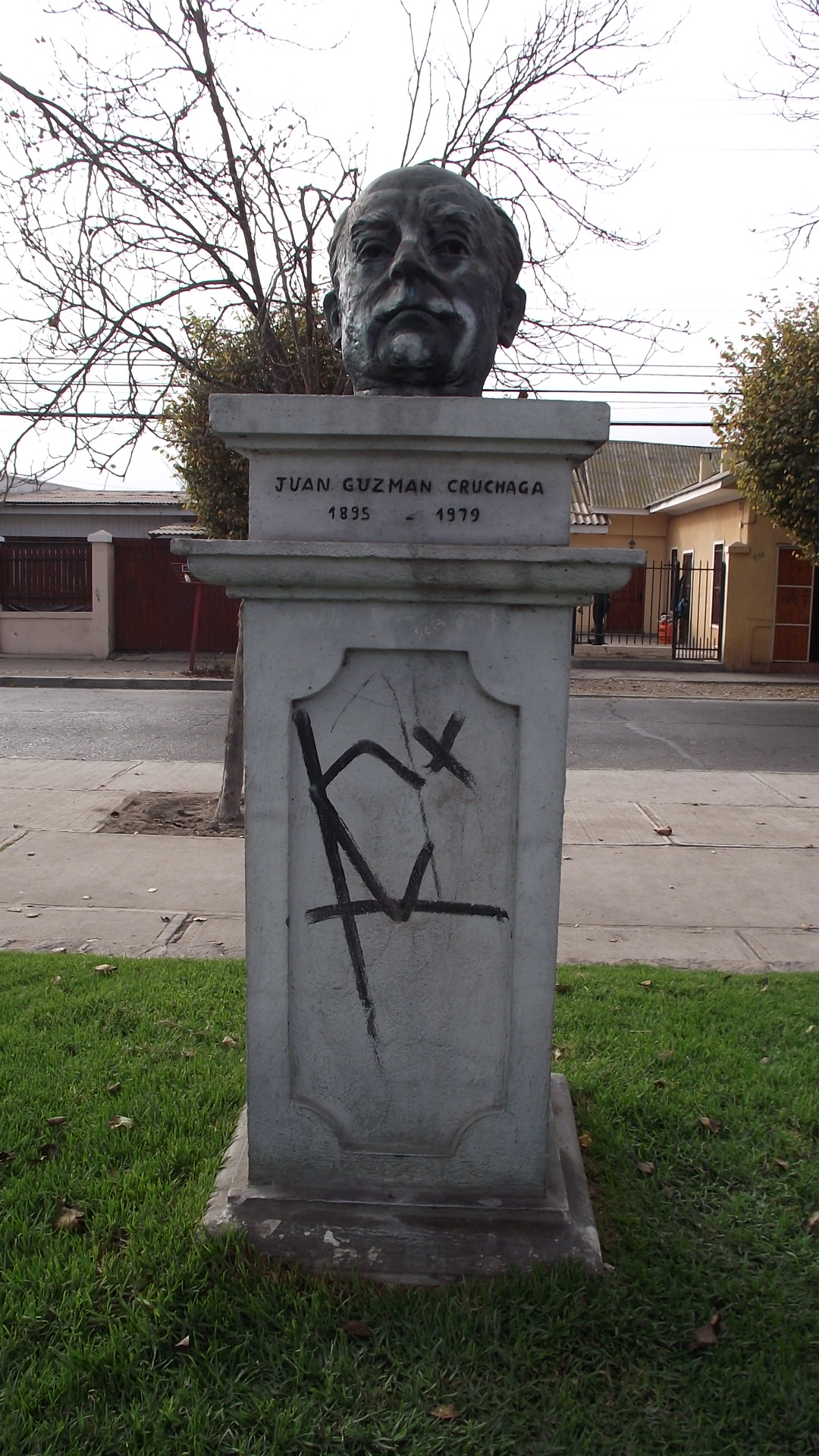
Busto de Juan Guzmán Cruchaga, La Serena.